# Morte e funeral de Estado de Alberto Fujimori
Em 11 de setembro de 2024, Alberto Fujimori, que exerceu o cargo de 54.º Presidente do Peru entre 1990 e 2000, faleceu por volta das 18h (UTC−05h00), em decorrência de complicações de um câncer na língua. Um comunicado divulgado por médicos informou que, nos dias que antecederam sua morte, Fujimori apresentou dificuldade para respirar em 9 de setembro e perdeu a consciência em 10 de setembro. Sua morte foi anunciada em 11 de setembro por sua filha, Keiko Fujimori.

## Acontecimentos
Dias antes de seu falecimento Fujimori tinha sido submetido a sessões de quimioterapia em decorrência do câncer de língua que o acometia. Sua última aparição pública foi quinta-feira 5 de setembro, quando foi visto saindo de cadeira de rodas de uma clínica em Miraflores acompanhado de seus filhos Keiko e Kenji Fujimori. Em posteriores declarações, o médico de Alberto Fujimori, José Carlos Gutiérrez, declarou que seu paciente fez questão de se submeter à imunoterapia para tratar o câncer e que, como efeito secundário, começou a apresentar problemas respiratórios, ficando inconsciente durante a noite anterior.
Em 11 de setembro, a propriedade de Keiko, localizada em San Borja, foi tomada por várias pessoas relacionadas a Fujimori vestidas de preto e um padre foi visto na propriedade. Diante dos rumores, Alejandro Aguinaga, médico responsável por Fujimori, declarou à imprensa que "ele está lutando" e, diante da situação, solicitou a restrição de visitas a Fujimori e sua gratidão pelas preocupações com sua saúde. Luisa María Cuculiza, por sua vez, declarou que o agravamento da saúde de Fujimori foi uma surpresa e que ele já havia relatado em seu rosto cinco dias durante os quais ficou lúcido. Outra pessoa flagrada visitando a casa de Keiko foi Martha Moyano. Enquanto isso, Miguel Torres, porta-voz da Força Popular, declarou que Fujimori estava passando por um "momento difícil". O advogado de Fujimori, Elio Risse, que estava em uma audiência virtual para o Caso Pativilca, saiu prematuramente devido a problemas "ligados à saúde do ex-presidente, então tenho que sair e entrar novamente". Posteriormente, publicou no X que Fujimori "continua lutando por sua vida". A Presidência do Conselho de Ministros (PCM), face aos rumores sobre uma possível comunicação ao PCM sobre a morte de Fujimori, também publicou uma nota que desmentia a informação.

O primeiro em anunciar sobre a morte de Fujimori foi Riera, através do X:

| Elio Riera      | Logo do X, uma letra X estilizada |
| @ElioRieraGarro |                                   |

            Senhor Presidente, obrigado por tudo. Descanse em paz. Seu legado viverá na história. Sua amizade será eterna para mim. Sempre me lembrarei de suas palavras: alcançamos nosso objetivo. Até breve meu grande amigo

11 de setembro de 2024

Porém, por ter feito o anúncio antes da família, Riera apagou seu tweet depois de alguns minutos e foi repreendido por Moyano por tal ato. Às 18h26, Keiko Fujimori, por meio do X, confirmou a notícia da morte de Fujimori:

| Keiko Fujimori | Logo do X, uma letra X estilizada |
| @KeikoFujimori |                                   |

            Após uma longa batalha contra o câncer, nosso pai, Alberto Fujimori, acaba de partir para encontrar o Senhor. Pedimos a todos que o apreciaram que se juntem a nós em uma oração pelo eterno repouso de sua alma. Obrigado por tanto, pai!

11 de setembro de 2024

Kenji Fujimori, por sua vez, publicou na mesma rede social:

| Kenji Fujimori  | Logo do X, uma letra X estilizada |
| @KenjiFujimoriH |                                   |

            Meu pai, Alberto Fujimori, faleceu hoje com dignidade, ao nosso lado, com sua família e em liberdade, como merecia. Seu amor e sabedoria sempre viverão em nossos corações. Tenho orgulho de você, daria minha vida mil vezes por você; Eu te amo, você não sabe o quanto sinto sua falta!

11 de setembro de 2024

Keiko anunciou que o corpo de Fujimori seria velado no Museu da Nação e agradeceu os gestos de apoio para sua família. Ademais, informou que o corpo de seu pai ia ser transladado ao cemitério Campo Fé de Huachipa. Um grupo de simpatizantes de Fujimori reuniram-se na fachada da casa de Keiko lamentando sua partida. Enquanto, o governo declarou três dias de luto nacional.

## Velório e enterro
O corpo de Fujimori foi velado na Sala Nasca do Museu da Nação, onde foi transladado num carro fúnebre. Seu caixão foi carregado por um grupo de seis homens. Foi relatada a chegada de Sachi Fujimori, filha do falecido, da Alemanha; Embora tenha sido dito que seu outro filho, Hiro, não poderia comparecer ao enterro do pai porque estava no continente asiático.
Entre os presentes ao velorio estiveram Dina Boluarte, presidente do Peru; Gustavo Adrianzén, presidente do Conselho de Ministros; Morgan Quero, ministro de educação; César Vásquez, ministro de saúde; Juan Santiváñez, ministro do interior; e os congressistas Alejandro Cavero, Jorge Montoya, Patricia Juárez, Gladys Echaíz, Patricia Chirinos, José Williams, Roberto Chiabra, Maricarmen Alva, Eduardo Salhuana, Juan Carlos Lizarzaburu, entre outros.

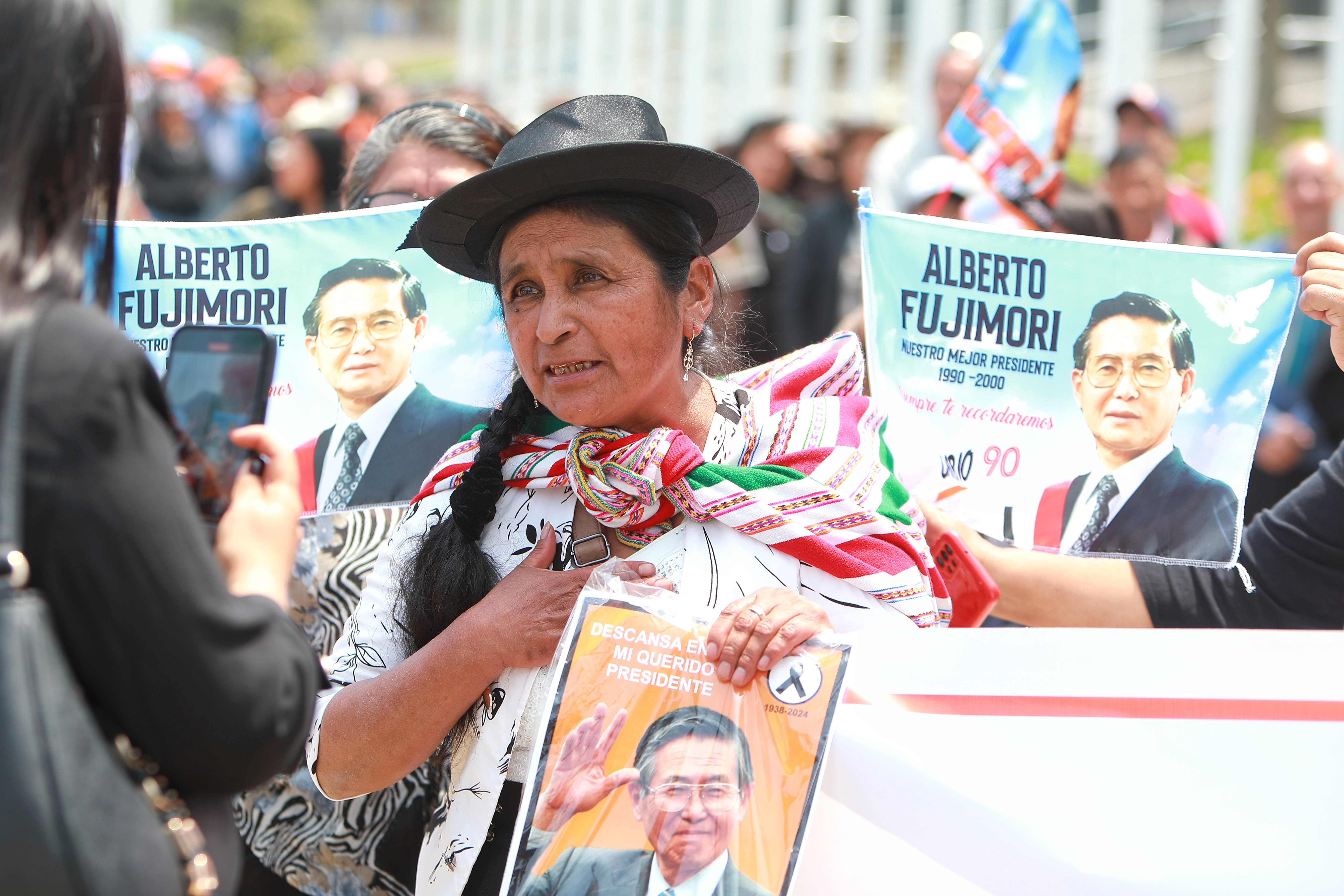
Simpatizantes fujimoristas no funeral do ex-presidente.

Milhares de apoiadores de Fujimori de várias regiões compareceram ao velório, carregando retratos e fazendo discursos em sua homenagem. Também foi denunciada a divulgação de uma fotografia do falecido no caixão nas redes sociais, ato que foi denunciado pela deputada Rosangella Barbarán. Devido ao grande número de presentes, o Ministério da Cultura anunciou que o acesso ao velório seria estendido até meia-noite. No dia seguinte, 13, as portas do Salão Nasca estariam abertas das 6h à meia-noite.
No dia 13, as pessoas começaram a entrar no velório por volta das 8h30 da manhã. Foi relatado que uma missa seria realizada horas antes do enterro. A missa foi conduzida pelo Bispo auxiliar de Lima Monsenhor Luis Gaspar e realizou-se no Grande Teatro Nacional.
Após a missa, o corpo de Fujimori chegou ao Palácio do Governo, onde foi recebido por Boluarte e recebeu honras de Estado. O caixão de Fujimori entrou no Palácio, guardado pelos hussardos de Junín e coberto com a bandeira peruana.
Depois, à tarde, o corpo de Fujimori foi levado para Campo Fé, em Huachipa, onde Fujimori havia pedido para ser enterrado ao lado de sua ex-esposa Susana Higuchi. Apoiadores e familiares do falecido presidente estavam presentes no local. Durante o funeral, aplausos e lágrimas foram ouvidos por seus simpatizantes, além da música "El Ritmo del Chino", música de campanha de Fujimori em 2000.

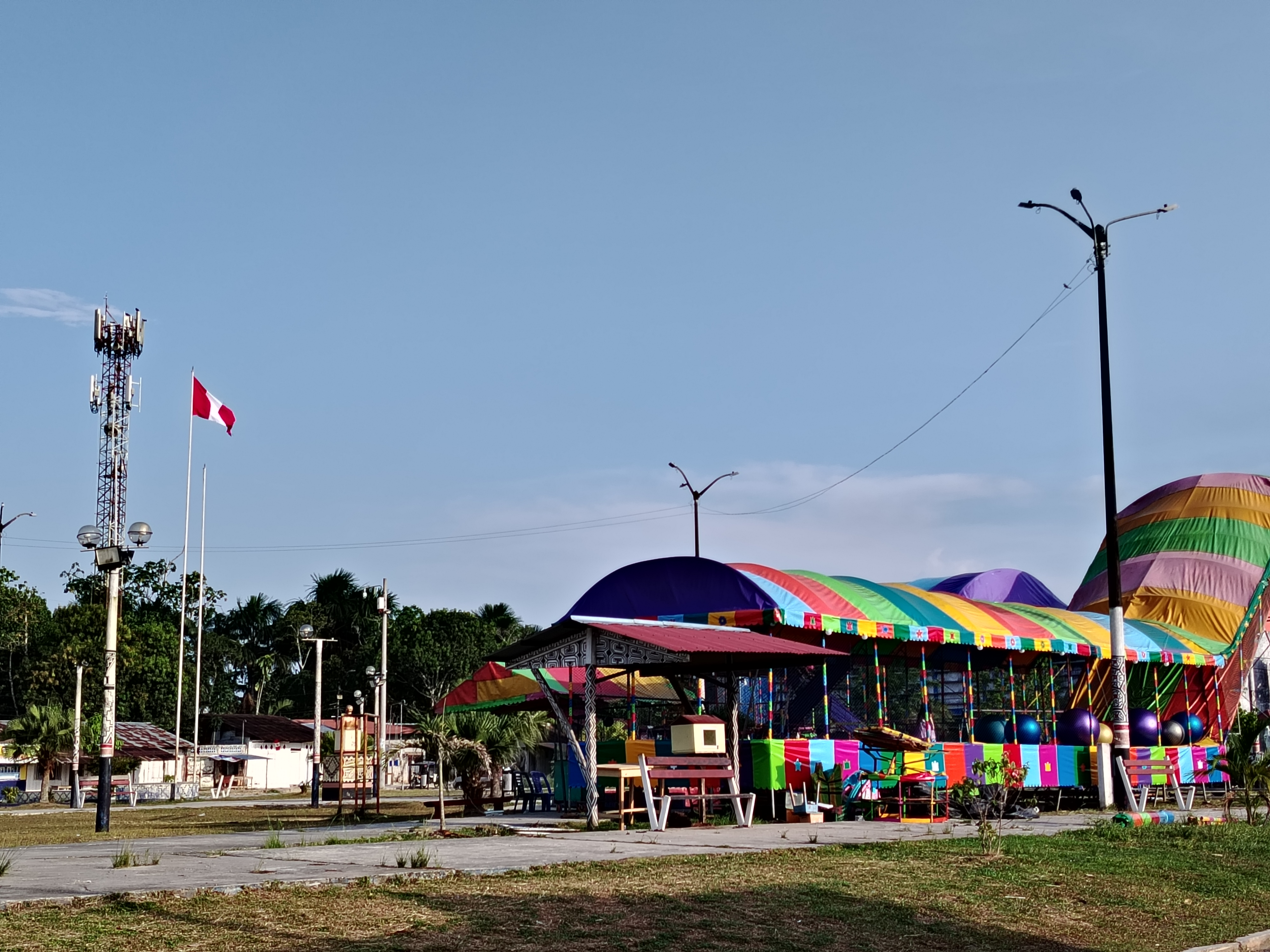
O povo de Santo Tomás, no Iquitos metropolitano, com a bandeira nacional alçada em homenagem a Fujimori.

## Reação
A morte de Fujimori gerou opiniões divididas entre os peruanos.

### Instituições
- A Presidência da República manifestou suas «sentidas condolencias à família, a quem acompanhamos em sua profunda dor. Deus tenha-o em sua glória e que descanse em paz».[46]
- A Defensoría do Povo do Peru publicou no X: "Lamentamos a morte sensível do ex-presidente Alberto Fujimori e expressamos nossas condolências à sua família e amigos".[47]
- O Tribunal Constitucional publicou "Nossas condolências aos filhos e familiares do ex-presidente Alberto Fujimori por ocasião de sua morte.".[48]
- O Ministério de Justiça e Direitos Humanos eexpressou seu "pesar pela morte do ex-presidente da república, Alberto Fujimori e envia sinceras condolências à sua família, amigos e parentes".[49]